# Cassipourea calimensis
Cassipourea calimensis är en tvåhjärtbladig växtart som beskrevs av José Cuatrecasas. Cassipourea calimensis ingår i släktet Cassipourea, och familjen Rhizophoraceae. Inga underarter finns listade i Catalogue of Life.